# 中华人民共和国国防部副部长
中华人民共和国国防部副部长，是中华人民共和国国防部仅次于部长的行政长官。目前，中华人民共和国国防部不设副部长。
历史上国防部副部长均由中国人民解放军现役将领担任。曾任国防部副部长的有粟裕、黄克诚、陈赓、谭政、萧劲光、罗瑞卿、王树声、许光达、许世友、刘亚楼、杨得志、萧克、李达、廖汉生。

## 沿革
1954年9月，第一届全国人大第一次会议决定，在国务院设立国防部长一职，由主持中央军委日常工作的彭德怀担任。同时，中共中央决定，由中共中央军事委员会领导全国武装力量，国防部只是军委的对外名义。因此，从成立之日开始，国防部便不是一个实体机构。然而，这样一个虚化的国防部，在成立的2个月后，又任命了7位副部长：黄克诚、谭政、蕭勁光、王树声、萧克、李达、廖汉生。但他们在被任命为国防部副部长的同时，继续担任着原有的职务：
1. 黄克诚：中央军委秘书长、副总参谋长
2. 谭政：总政治部第一副主任
3. 肖劲光：海军司令员
4. 王树声：1955年3月起正式出任总军械部部长
5. 萧克：1955年4月起正式出任训练总监部副部长兼战斗训练部部长
6. 李达：1955年4月起正式出任训练总监部副部长兼计划和监察部部长
7. 廖汉生：西北军区副政委

从1957年下半年开始，全军掀起了“反教条主义”运动，南京中国人民解放军军事学院和中国人民解放军训练总监部成为这场政治运动中的“重灾区”。1958年5月27日至7月22日，军委召开扩大会议；来自军事学院和训总的刘伯承、叶剑英、萧克、李达、陈伯钧、宋时轮等，以及与这两个单位并无直接关系的总参谋长粟裕，都受到点名批评。军队高层开始了建国以来第一次较大规模“洗牌”，国防部副部长也进行了第一次调整。 
1958年9月，萧克和李达被撤销训总的领导职务的同时，国防部副部长的职务也被撤销。1959年，萧克和李达分别被调到王震的农垦部当副部长和贺龙的国家体委当副主任；同年12月，被撤销总参谋长职务的粟裕被任命为国防部副部长和军事科学院副院长。此后，粟裕因病长期休养，逐渐淡出军中事务，1955年中国人民解放军实行军衔制后
此时有6位国防部副部长，分别是： 
1. 黄克诚大将：中央书记处书记、中央军委委员、中央军委秘书长、总参谋长
2. 谭政大将：中央书记处书记、中央军委委员、总政治部主任
3. 肖劲光大将：中央军委委员、海军司令员
4. 王树声大将：中央军委委员
5. 粟裕大将：中央军委委员、军事科学院常务副院长
6. 廖汉生中将：军事学院院长

1959年8月18日至9月12日，中共中央军委召开扩大会议，揭批彭德怀、黄克诚的“反党罪行”和“资产阶级军事路线”。9月17日，第二届全国人民代表大会常务委员会第九次会议决定，任命林彪兼任国防部长、罗瑞卿兼任总参谋长，同时免去彭德怀兼任的国防部长职务和黄克诚的总参谋长的职务。9月16日，国务院任命罗瑞卿、谭政、萧劲光、粟裕、陈赓、王树声、许光达、许世友、刘亚楼、廖汉生为国防部副部长。这是国防部成立5年以来，再次集中任命副部长。他们当时担任的军内主要职务是： 
1. 罗瑞卿大将：中央军委常委、秘书长、总参谋长、公安部部长
2. 谭政大将：中央军委常委、总政治部主任
3. 萧劲光大将：中央军委委员、海军司令员
4. 粟裕大将：中央军委委员、军事科学院常务副院长
5. 陈赓大将：中央军委委员、国家科委副主任、国防科委第一副主任、军事工程学院院长
6. 王树声大将：中央军委委员、军事科学院副院长（1959年11月起）
7. 许光达大将：中央军委委员、中国人民解放军装甲兵司令员
8. 许世友上将：南京军区司令员
9. 刘亚楼上将：中央军委委员、空军司令员、国防科委副主任
10. 廖汉生中将：北京军区政治委员

1960年9月14日至10月24日，中央军委召开扩大会议，对总政治部主任谭政展开了批判，主要原因是谭政在“突出政治”的问题上与国防部长林彪存在分歧。随后总政系统进行了长达3个月的“整风”，甘泗淇、傅钟、姜思毅、刘其人、白文华、欧阳文等人也受到牵连。这也是1958年起，连续第三年因党内政治斗争对解放军总部领导进行重要调整。谭政被撤销中央军委常委和总政治部主任的职务，从此退出军界。也有资料表明，谭政的国防部副部长的职务被保留到1965年3月。 
1961年3月16日，中央军委委员、国防部副部长、国防科学委员会副主任、军事工程学院院长陈赓大将在上海因心脏病发作不幸逝世，终年58岁，成为第一位在任内病逝的国防部副部长。 
1965年5月7日，中央军委委员、国防部副部长、中国人民解放军第一任空军司令员刘亚楼上将在上海因肝硬化病逝，终年55岁。 
1965年12月，罗瑞卿因“反对突出政治”、“反对林彪”遭到批判，调离军队领导岗位并隔离审查。1966年3月18日，罗瑞卿被迫跳楼自杀，致双脚跟骨粉碎性骨折。1966年5月，罗瑞卿被列为彭真、罗瑞卿、陆定一、杨尚昆反党集团成员。 
至1966年5月，“文化大革命”全面开始前夕，国防部尚有6位副部长： 
1. 萧劲光：中央军委委员、海军司令员
2. 粟裕：中央军委委员、军事科学院常务副院长
3. 王树声：中央军委委员、军事科学院副院长
4. 许光达：中央军委委员、装甲兵司令员
5. 许世友：南京军区司令员
6. 廖汉生：北京军区政治委员

但在“文革”期间，他们大都受到了不同程度的冲击和迫害。 
- 萧劲光：中央军委委员、海军司令员，“文革”期间被剥夺主持海军工作的权力，并遭到批判。1969年6月，改任海军党委第二书记。
- 粟裕：中央军委委员、军事科学院常务副院长，早已落难的粟裕，在文革期间倒是没有遭受严重的冲击。
- 王树声：中央军委委员、军事科学院副院长，1968年夏遭受批斗。1971年6月后作为国防部副部长多次出席外交活动。1973年6月诊断为食道癌，1974年1月7日病逝于北京，终年69岁。
- 许光达：中央军委委员、装甲兵司令员，1967年1月16日起遭到关押、审讯，1969年6月3日不幸逝世，终年61岁。有资料显示，许的国防部副部长职务止于1967年8月。
- 许世友：南京军区司令员，“文革”初期受到冲击，直到1967年国庆节受邀在天安门城楼观礼。
- 廖汉生：北京军区政治委员，北京军区在各大军区中最早受到冲击，1967年1月8日起廖汉生遭到关押、审讯。3月，停职反省。1972年7月，恢复自由。1973年12月，正式出任军事科学院政委。

1975年1月，在第四届全国人大第一次会议上，叶剑英被任命为国防部长，并未任命新的副部长。此时，尚在任上的国防部副部长还有3人： 
1. 萧劲光：中央军委委员、海军司令员
2. 粟裕：中央军委常委、军事科学院第一政委
3. 许世友：中央政治局委员、中央军委委员、广州军区司令员

1980年1月10日，许世友、杨得志、韩先楚、杨勇、王平等被任命为中央军委常委。同时，杨得志（3月任总参谋长）和军事学院院长兼第一政治委员萧克也被任命为国防部副部长。这是1959年后首次出现这一任命，也是岂今为止最后一次任命国防部副部长。时任国防部长是徐向前，于1978年3月接替叶剑英的职务。此外，除了杨得志和萧克两位副部长，萧劲光、粟裕等人在1980年代初期的一些公开活动中也曾使用过国防部副部长的名义。 
此时有4位国防部副部长，分别是：
2名正式任命：
1. 杨得志上将：中央书记处书记、中央军委常委、副秘书长、总参谋长
2. 萧克上将：中央军委委员、军事学院院长兼第一政治委员

2名在公开活动使用过国防部副部长的名义：
1. 粟裕大将：中央军委常委、军事科学院第一政委
2. 肖劲光海军大将：中央军委委员

1982年9月，第五届全国人大第五次会议通过的《中华人民共和国宪法》（八二宪法）规定，设立中华人民共和国中央军事委员会，领导全国的武装力量。同时，中共中央军事委员会继续存在，其职能和国家军委完全相同。从而确立了党和国家高度集中统一的行使领导职权的国防领导体制。国防部不再行使做为“军委对外的名称”的职责，仅仅是国务院系统的军事工作机关，只在名义上负责军事外交、兵役、国防教育等工作，实际业务交由各总部分别办理。

## 实际上的“国防部副部长”
“国防部副部长”虽然退出历史舞台，但实际仍有对应将领负责相关工作，进行对外发布消息和表态，主持会议等。此工作通常由一名中央军委联合参谋部中将副参谋长担任。例如中央军委联合参谋部中将副参谋长邵元明在2021年4月23日主持越南与中国第七次国防部副部长级战略对话。2022年06月11日，中央军委联合参谋部中将副参谋长张振严正表态：“台湾问题是最容易把中美关系引向冲突对抗的问题，如果处理不好会对两国关系造成颠覆性影响。世界上只有一个中国，台湾是中国领土不可分割的一部分，中华人民共和国政府是代表全中国唯一合法政府，这是对一个中国的唯一正确理解。祖国统一人心所向，民族复兴势不可挡，中国人民解放军枕戈待旦，将不惜一切代价坚决捍卫国家主权安全和领土完整”。上述活动明显符合国防部副部长和外军交流，并将中国的国防战略对外军进行强有力宣言的工作定位。军改后两位承担“国防部副部长”职责的中央军委联合参谋部中将副参谋长均由火箭军将领担任。